# Hans Svensson

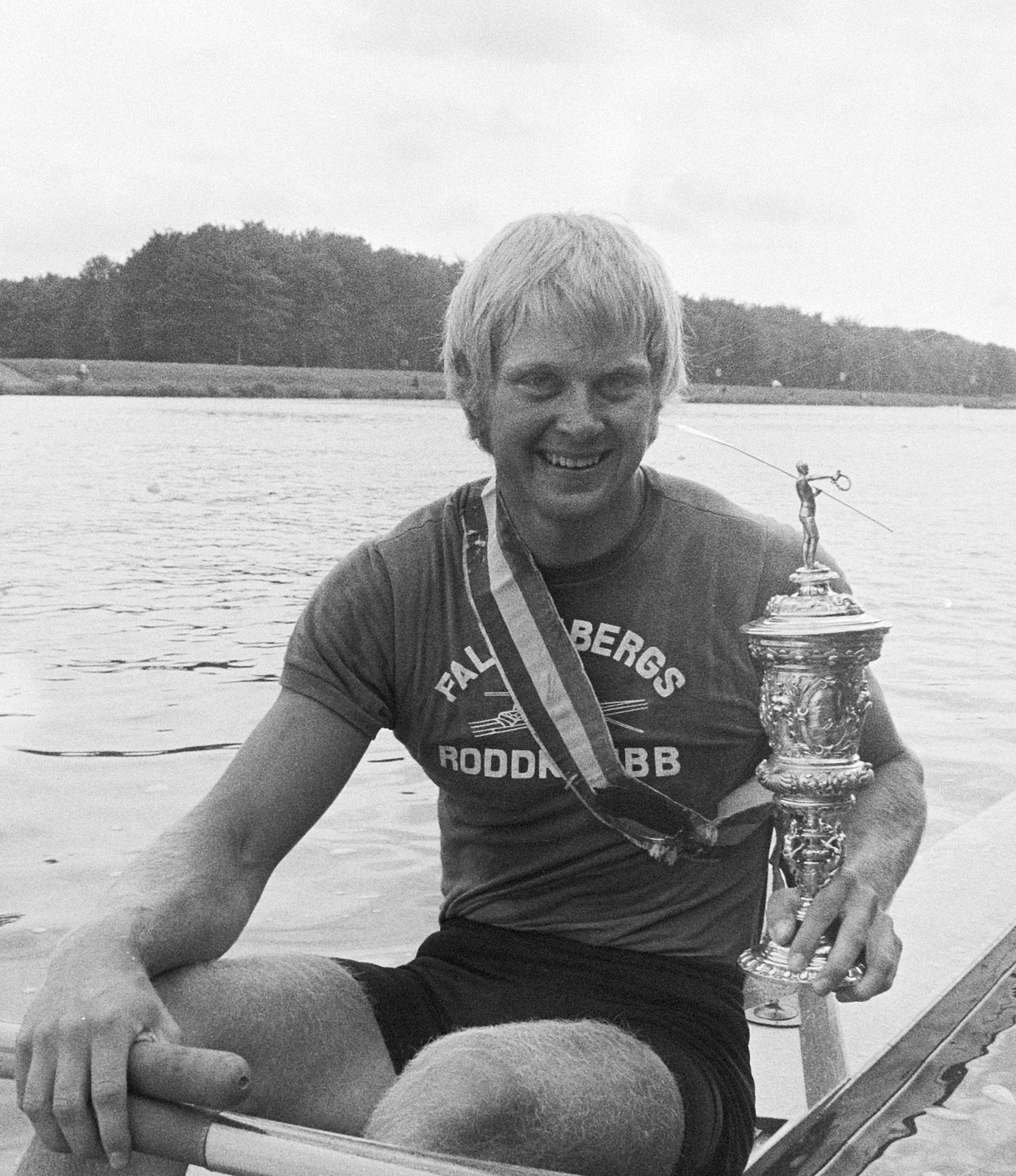
Hans Svensson (1977)

Hans Erik Ingemar Svensson (* 30. Juli 1955 in Falkenberg) ist ein ehemaliger schwedischer Ruderer. Er gewann 1983 Weltmeisterschaftsbronze im Vierer ohne Steuermann.

## Sportliche Karriere
Der 1,99 m große Hans Svensson vom Falkenbergs RK nahm 1975 erstmals an Weltmeisterschaften teil und belegte den achten Platz im Einer. Im Jahr darauf nahm er an den Olympischen Spielen 1976 in Montreal teil. Nach einem dritten Platz im Vorlauf belegte er im Halbfinale den vierten Platz mit anderthalb Sekunden Rückstand auf den drittplatzierten Finnen Pertti Karppinen. Im B-Finale erreichte er als Dritter das Ziel und belegte in der Gesamtwertung den neunten Platz.
Nach einem achten Platz bei den Weltmeisterschaften 1977 und einem siebten Platz bei den Weltmeisterschaften 1978 erreichte Svensson bei den Weltmeisterschaften 1979 in Bled das A-Finale. Dort ruderte er auf den vierten Platz hinter Pertti Karppinen und den beiden Deutschen Peter-Michael Kolbe (West) und Rüdiger Reiche (Ost). Im Ziel hatte er 3,71 Sekunden Rückstand auf Reiche. Bei den Olympischen Spielen 1980 in Moskau war Kolbe wegen des Olympiaboykotts nicht am Start. Im Vorlauf belegte Svensson den zweiten Platz hinter Wassili Jakuscha aus der Sowjetunion. Mit einem dritten Platz im Halbfinale hinter Pertti Karppinen und Vladek Lacina aus der Tschechoslowakei erreichte Svensson das A-Finale. Dort belegte er den fünften Platz mit viereinhalb Sekunden Rückstand auf den Drittplatzierten Peter Kersten aus der DDR. 1981 belegte Svensson den neunten Platz bei den Weltmeisterschaften, 1982 in Luzern wurde er Fünfter. 
1983 bildeten Anders Wilgotson, Hans Svensson, Lars-Åke Lindqvist und Anders Larson einen Vierer ohne Steuermann. Bei den Weltmeisterschaften in Duisburg siegte das Boot aus der BRD vor dem Boot aus der Sowjetunion. Vier Sekunden dahinter gewannen die Schweden die Bronzemedaille mit fast einer Sekunde Vorsprung auf das Boot aus der DDR. Bei den Olympischen Spielen 1984 in Los Angeles trat der schwedische Vierer in der Vorjahresbesetzung an und belegte den sechsten Platz. Bei den Weltmeisterschaften 1985 wurde Svensson noch einmal Achter im Einer.
Hans Svenssons Vater Ingemar Svensson nahm 1952 an den Olympischen Ruderwettbewerben teil.